# Celtic Tiger
Celtic Tiger ist eine Irish-Dance-Show unter der Regie von Michael Flatley, der auch die Choreographie entwickelte und die Show selbst produzierte. Die Musik stammt von Ronan Hardiman. Die Uraufführung fand am 9. Juli 2005 im Népstadion in Budapest statt. Dies war zugleich der Start der Show in Europa.

## Inhalt
Im ersten Akt geht es hauptsächlich um die irische Geschichte, die anhand von Video-Einspielungen unterstrichen wird. Der Akt endet mit dem ersten Auftreten von Irland als Nationalstaat. Der zweite Akt befasst sich mit dem modernen Irland und beschreibt die Lebensart der Iren in Amerika und der restlichen Welt.

### Stücke

#### Erster Akt
1. The Heartbeat of the Tiger – riesiger Frauenmund spricht; ein EKG wird eingeblendet.
2. Dancing In The Dark – Taps im Blitzlicht, etwa acht Minuten langes a cappella mit allen Tänzern und mit Michael Flatley
3. St Patrick – Gregorianisches Lied, Tanz von Mönchen und Phantasiewesen (Tänzerinnen)
4. The Sleeping Tiger – Lied
5. The Vikings – Auftreten der Wikinger im Meer und auf dem Festland
6. Celtic Fire – Flatley mit der Querflöte und Band spielen auf der Bühne einen Irish-Rock-Song.
7. The Garden Of Eden – Blumen auf dem Bildschirm, Balletttänzerinnen stellen die Natur dar.
8. The Red Coats – Aufmarsch der Rotröcke in Irland
9. The Famine – Die Rotröcke bekämpfen die Kelten, die um Gnade betteln.
10. Four Green Fields – Lied
11. Bloody Sunday – Junger Mann jongliert mit dem Fußball, ein Panzer auf dem Bildschirm
12. A Call to Arms – Aufruf von Flatley, Solos von Flatley gegen Rotröcke, Flatley spielt die Bodhrán.
13. The Rising 1916 – Kampf der Iren gegen die Rotröcke in Belfast
14. The Banshee – Lied, Sängerin schwebt über die Bühne
15. A Nation Once Again – Lied, das von allen Künstlern gesungen wird
16. A Battle of the Boyne – Lied, das vom King of Orange gesungen wird

#### Zweiter Akt
1. Freedom – Flugzeuge rollen auf die Bühne und Piloten treten auf.
2. A New World – Iren kommen in den USA an
3. The Last Rose – Liebespaar tanzt zur Musik eines irischen Pfeifers.
4. Celtic Kittens – Menschen im Tigerkostüm streifen über die Bühne
5. Capone – Irische Beteiligung an der Prohibition
6. Forever Free – Letzte Gesangsnummer der Show über die Freiheit.
7. Cowboy Cheerleaders – Cheerleader Akrobatik und Squaredance
8. These Colours Don't Run – Die irische Kultur ist eine Bereicherung der übrigen Weltkulturen
9. Yankee Doodle Dandy – Patriotismus als Gefühl, frei von Ideologie
10. Celtic Fire II – Traditionelle Musik zum Teil in neuem Stil (a la Jimi Hendrix)
11. The Celtic Tiger – Finale mit Rock n Roll Nummer.[1]

### Wichtige Personen
| Funktion      | Person(en)                                    |
| ------------- | --------------------------------------------- |
| Regie         | Michael Flatley                               |
| Choreographie | Michael Flatley, Marie Duffy Pask             |
| Produktion    | Michael Flatley, Martin Flitton, Helen Parker |
| Komponist     | Ronan Hardiman                                |

## Tour
| Von                | Bis               | Land           | Städte                                                                                       |
| ------------------ | ----------------- | -------------- | -------------------------------------------------------------------------------------------- |
| 9. Juli 2005       |                   | Ungarn         | Budapest                                                                                     |
| 27. September 2005 | 2. Oktober 2005   | USA            | New York, Worcester                                                                          |
| 3. Oktober 2005    | 18. Oktober 2005  | Kanada         |                                                                                              |
| 20. Oktober 2005   | 26. November 2005 | USA            |                                                                                              |
| 22. April 2006     | 29. April 2006    | Großbritannien | Newcastle, Sheffield, Wembley, Birmingham, Manchester, Glasgow                               |
| 2. Mai 2006        |                   | Niederlande    | Rotterdam                                                                                    |
| 6. Mai 2006        | 16. Mai 2006      | Deutschland    | Oberhausen, Stuttgart (wegen Krankheit von M. Flatley abgesagt!), Hamburg, Frankfurt am Main |
| 11. Mai 2006       |                   | Schweiz        | Zürich, abgesagt                                                                             |
| 12. Mai 2006       |                   | Österreich     | Wien                                                                                         |

Eine weitere Show in Prag musste nach offiziellen Angaben aufgrund technischer Probleme abgesagt werden. Schuld daran soll der europäische Veranstalter gewesen sein. Die Show dauert 107 Minuten. 